# Claude Jacquand
Claude Jacquand [ejtsd: zsakkan] vagy Claudius Jacquand (Lyon, 1805. december 6. – Párizs, 1878. május 3.) francia festő. 

## Pályafutása
Először a lyoni művészeti akadémián, majd Marseille-ben Fleury-Richard vezetése alatt, végül Párizsban képezte ki magát. Festményei erős festői érzékről, kitűnő technikáról tesznek tanúságot, de meglehetősen üresek, merevek. Sikerültebb művei: Jacques de Molay beveszi Jeruzsálemet; A johanniták káptalana (Versailles, történeti múzeum); Nyilvános vezeklés a St. Maurice-i remeték kolostorában; I. Károly király utolsó találkozása gyermekeivel; A félbeszakított ebéd; Bonaparte Nizzában; Szerzetesek egy szicíliai családot kiváltanak a tengeri rablóktól; Gaston de Foix elbúcsúzik anyjától; Kolumbusz és fia; Orániai Vilmos; Az orléans-i herceg halála, stb.